# Боес (Де Севр)
Боес (фр. Boësse) је насеље и општина у западној Француској у региону Поату-Шарант, у департману Де Севр која припада префектури Бресир.
По подацима из 1999. године у општини је живело 429 становника, а густина насељености је износила 28 становника/km². Општина се простире на површини од 15,19 km². Налази се на средњој надморској висини од 122 метара (максималној 139 m, а минималној 79 m).

## Демографија
| 1962. | 1968. | 1975. | 1982. | 1990. | 1999. |
| ----- | ----- | ----- | ----- | ----- | ----- |
| 353   | 341   | 340   | 398   | 412   | 429   |

График промене броја становника у току последњих година